# San Vito al Torre
San Vito al Torre (friülà Sant Vît de Tor) és un municipi italià, dins de la província d'Udine. És a la regió de la Bassa Friülana. L'any 2007 tenia 1.342 habitants. Limita amb els municipis d'Aiello del Friuli, Campolongo Tapogliano, Chiopris-Viscone, Medea (GO), Palmanova, Romans d'Isonzo (GO), Trivignano Udinese i Visco.

## Administració
| Període | Identitat         | Partit        |
| ------- | ----------------- | ------------- |
| 2004-   | Fabrizio De Marco | Llista cívica |